# (5942) Denzilrobert
(5942) Denzilrobert (1983 AN2) – planetoida z grupy pasa głównego asteroid okrążająca Słońce w ciągu 5,28 lat w średniej odległości 3,03 j.a. Odkryta 10 stycznia 1983 roku.